# 藤子·F·不二雄創作
株式會社藤子·F·不二雄創作，是由藤子·F·不二雄所創立的漫畫製作公司，通稱藤子創作（藤子プロ，Fujiko Pro）。前代表非執行董事會長是藤本正子，代表執行董事社長是伊藤善章（前小學館製作董事）。

## 概要
- 前身是藤子·F·不二雄（藤本弘）和藤子不二雄A在「藤子不二雄」組合時代所成立的「有限会社藤子工作室」。1987年藤子不二雄解散之後，藤子工作室繼承了藤子不二雄A的作品版權管理，藤子·F·不二雄的作品版權則由新設立的「有限会社藤子·F·不二雄創作」（有限会社藤子・F・不二雄プロ）管理；當時的藤子·F·不二雄創作會長就是藤子·F·不二雄（藤本弘）本人。藤本弘在1996年逝世後，藤子·F·不二雄創作的公司形態轉為株式會社，由夫人藤本正子接任會長；2006年初，藤本正子退休，社長則由伊藤善章接任。
- 現在公司位於日本東京都新宿區西新宿6丁目。
- 現在主要負責哆啦A夢等漫畫角色的製作管理。2005年，停止製作漫畫的業務，並讓公司下的漫畫家全部獨立。
- 在2011年成立藤子·F·不二雄博物館，是以展示藤子·F·不二雄創作資料為主的紀念館。

## 與藤子工作室的關係
- 目前與藤子不二雄A的「株式會社藤子工作室」並沒有資本或業務上的相關聯繫，是兩間分開營運的不同公司，分別負責管理藤子·F·不二雄與藤子不二雄A作品的著作權。若是與藤子不二雄名義相關的著作權，則會同時寫出兩家公司的名字。
- 有兩間公司因為《小鬼Q太郎》的再版發行而發生不愉快，但詳細的情形不明（關於《小鬼Q太郎》的再版問題，請參閱該條目）。

## 外部連結
- 藤子·F·不二雄創作（日語）